# Canoe (British Columbia)
Canoe ist eine halb ländliche Gemeinde (community)  in der kanadischen Provinz British Columbia innerhalb der Stadt Salmon Arm. Die Gemeinde liegt an der Südseite des Shuswap Lake, nordöstlich des Stadtzentrums und unmittelbar am Trans-Canada Highway.

## Geschichte
Die Secwepemc First Nation nutzten die Mündung des Canoe Creek als Ort zum Wassern ihrer Einbäume, die für Fahrten rund um den Shuswap Lake zum Einsatz kamen. Es wird vermutet, dass der tiefe Eindruck, den die zu Wasser gelassenen Einbäume (engl. dugout canoes) bei den ersten weißen Reisenden hinterließen, diese dazu veranlassten, den Ort danach zu benennen.
Die Kleinstadt Canoe wurde im späten 19. Jahrhundert gegründet, als die Canadian Pacific Railway fertiggestellt wurde und British Columbia der kanadischen Konföderation beitrat. Die lokale Wirtschaft fußte ursprünglich auf Land- und Forstwirtschaft; dazu gehörte auch eine Fabrik zum Verpacken von Äpfeln, welche die Produkte von umliegenden Farmen bezog und sie über die nahegelegenen Eisenbahnrouten exportierte. Die Existenz der Fabrik zog im frühen 20. Jahrhundert viele weitere Unternehmen in die Gemeinde.
Das Postamt in Canoe wurde 1909 eröffnet. Seit mindestens 1915 wird Canoe auf offiziellen Karten verzeichnet. Die frühere Verpackungs-Fabrik wurde inzwischen mit Einfamilienhäusern überbaut, doch viele andere historische Gebäude sind bis heute erhalten, darunter die Victory Hall von 1919, eine frühere Bibliothek und Kirchen. Die frühe Geschichte der Gemeinde wurde 1980 in dem in limitierter Auflage erschienenen Buch „The Saga of Canoe, 1888–1938“ dokumentiert, welches Fotos der alten Gebäude und der Gründerfamilien enthält, von denen viele noch heute im Ort ansässig sind.

## Wirtschaft
In der Gemeinde sind zahlreiche lokale Dienstleister ansässig, darunter ein Dorfmarkt, ein beliebtes Café, ein Postamt, das Gemeindezentrum und ein Seniorenzentrum; darüber hinaus gibt es Kirchen und die North Canoe Elementary School. Die meisten Einwohner von Canoe arbeiten in Salmon Arm, das nur eine 7-Minuten-Fahrt entfernt liegt, doch einige Firmen werden auch in Canoe betrieben, darunter Canoe Plumbing, mehrere Frisöre, eine Violin-Schule und andere, welche in Heimarbeit betrieben werden können. Die Canoe Forest Products Ltd. betreibt eine Sperrholzfabrik und bietet die Produkte lokal zum Kauf sowie für den Export an; sie ist der größte Arbeitgeber der Gemeinde. In der Nähe von Canoe Beach wird die Wasseraufbereitungsanlage von Salmon Arm in einem neuen High-Tech-Gebäude betrieben.

## Attraktionen
Canoes Attraktionen sind hauptsächlich auf den sommerlichen Tourismus ausgerichtet und umfassen unter anderem einen 27-Loch-Golfplatz mit Restaurant, eine Go-Cart-Bahn und eine Minigolf-Anlage, zwei Motels, ein Kaffee-Bistro mit Rösterei, eine Marina, eine Werft, zwei Slipanlagen für Boote, Parks und Wanderwege sowie einen kostenlosen öffentlichen Strandzugang. Die Victory Hall von 1919 wurde kürzlich für die Veranstaltung von lokalen Events und Konzerten renoviert.
Canoe Beach ist der einzige öffentliche Strand im umliegenden Gebiet von Salmon Arm und verzeichnet während der Sommermonate erheblichen lokalen Verkehr durch die Touristen. Am Strand und im angrenzenden Park werden für die größere Gemeinde Salmon Arm bedeutende Events veranstaltet, darunter saisonale Ball-Turniere, der CP Holiday Train und die Feier zum 150. Canada Day. Am 27. Januar 2010 wurde das olympische Feuer für die olympischen Winterspiele 2010 am 90. Tag auf dem Weg nach Vancouver durch Canoe getragen.